# 葛连泡
葛连泡是一个位于中国内蒙古自治区[[]]的盐湖，面积约为4.94平方千米，属于蒙新高原区。它的一级流域为内流区诸河，二级流域为内蒙古内流区。